# Alejandro Campano
Alejandro Campano Hernando, más conocido como Campano (Sevilla, 29 de diciembre de 1978), es un exfutbolista español cuyo último club fue el Xerez Club Deportivo.

## Trayectoria
Sus inicios fueron en la cantera del Sevilla Fútbol Club, donde, en el año 1998, debutó como profesional. Pero su debut en primera tuvo que esperar hasta el año 2001, con el Real Club Deportivo Mallorca, donde jugó la Copa de Europa y la Copa de la UEFA. En 2006, terminó su periplo en Mallorca y fichó por un Nàstic recién ascendido a Primera División. Descendió de categoría y desde permaneció en la ciudad catalana hasta el verano de 2010, cuando decidió terminar su etapa como jugador grana. En 2010 llega al FC Vaslui, de la mano del también entrenador español Juan Ramón López Caro, que debido a su gran habilidad a balón parado decidió ficharlo.
Campano es famoso por su característico disparo en el tiro de falta, gracias al que consiguió el récord de goles de falta en la temporada 2004-2005, en la que llegó a anotar 20 goles, 16 de ellos de falta.
La temporada 2011/12 militó en el Xerez Club Deportivo, equipo al que llegó en 2011 procedente del FC Vaslui, equipo que jugaba en la Liga I de Rumanía, además de participar en la Liga de Campeones. 
Dicha temporada sus goles de falta permitieron al Xerez Club Deportivo alcanzar el objetivo de la permanencia sin grandes problemas. Campano marcó 16 goles, 13 de los cuales fueron de falta directa.

## Clubes
Sevilla B|EspañaSevilla B|España
| Club                | País    | Año        |
| ------------------- | ------- | ---------- |
| Sevilla B           | España  | 1998-1999  |
| 1998-1999           |         |            |
| 1999-2000           |         |            |
| RCD Mallorca        | España  | 2001-2006  |
| Nàstic de Tarragona | España  | 2006-2010  |
| FC Vaslui           | Rumanía | 2010-2011  |
| Xerez CD            | España  | 2011- 2012 |